# 로베르트 비에츠키에비치
로베르트 비에츠키에비치(폴란드어: Robert Więckiewicz, 1967년 6월 30일 ~ )는 폴란드의 배우이다.

## 출연 작품
- 겟어웨이 킹 (2021)
- 더 라스트 위트니스 (2018)
- 트루 크라임 (2016)
- 어 그래인 오브 트루쓰 (2015)
- 킹 오브 라이프 (2015)
- 더 마이티 앤젤 (2014)
- 바웬사, 희망의 인간 (2013)
- 맨, 칙스 아 저스트 디퍼런트 (2011)
- 용기 (2011)
- 어둠 속의 빛 (2011)
- 리틀 로즈 (2010)
- 에스터하치 (2009)
- 소울 앳 피스 (2009)
- 하우 머치 더즈 더 트로얀 호스 웨이? (2008)
- 남쪽으로 가는 길 (2006)
- 아버지 (2005)